# Pieter Devos
Pieter Devos (Diest, 8 februari 1986) is een Belgisch ruiter in de klasse springen.

## Biografie
Sinds 2009 staat hij in de top 100 op de wereldranglijst. Hij had succes met de paarden Tekila D, Dream of India Greenfield, Espoir, Claire Z, Apart en Mom's Toupie De La Roque.
In augustus 2019 werd Devos met zijn paard Claire Z - samen met Jérôme Guéry (Quel Homme), Jos Verlooy (Igor) en Grégory Wathelet (Nevados) - in het Nederland Rotterdam Europees kampioen team jumping. Het was de eerste gouden medaille voor België ook op een EK en leverde hen een ticket op voor de Olympische Zomerspelen in de Japane hoofdstad Tokio op. Van 31 maart tot 30 juli 2020 stond Devos op de 4e plaats op de FEI World Rankings, zijn hoogste ranking tot nu toe. Voorlopig staat Devos op de 30ste plaats op de FEI World Rankings.
Op de Olympische Zomerspelen van 2020 maakte hij deel uit van het Belgische team in de teamcompetitie jumping, waar zijn team, bestaande naast hemzelf uit Grégory Wathelet en Jérôme Guéry op de derde plaats eindigde, waardoor België zijn eerste paardensportmedaille kreeg sinds François Mathy op de Olympische Zomerspelen van 1976.
Zijn carrière werd meermaals bekroond in België, zo ontving hij prijzen als Talent of the Year (België, 2008) Best Rider of the Year (België, 2020), Team of the Year (België 2020).
In 2019 - in het Amerikaanse New York - behaalde hij zilver in de prestigieuze competitie Global Champions Tour Championship, deze competitie kan vergeleken worden met de Champions league bij voetbal.
In 2020 - in het Quatarese Doha - liep hij een ernstige blessure op aan zijn hand.
In 2021 - in het Duitse Riesenbeck, een stadsdeel van Hörstel - behaalde hij brons op het EK teamjumping met zijn paard Jade vd Bisschop samen met Jos Verlooy (Varoune), Olivier Philippaerts (Le Blue Diamond van ’t Ruytershof) en Nicola Philippaerts (Katanga vh Dingeshof).
In 2022 - in het Saoedische Riyad - evenaarde hij zijn prestatie van 2019 in de Global Champions Tour Championship en behaalde hij opnieuw een zilveren medaille.
Hij heeft een relatie met Caroline Poels, eveneens actief in de paardensport. Van beroep is Devos actief in de fruitteelt, voornamelijk appelen en peren. Zijn stallen zijn gelegen in Bekkevoort.
Zijn sportieve leuze luidt als volgt: ''Je kan een paard niet dwingen om iets te doen. Het paard moet het gevoel hebben dat hij dit doet om jou gelukkig te maken.''